# Entraigues (Isère)
Pour les articles homonymes, voir Entraigues.
Entraigues est une commune française située dans le département de l'Isère, en région Auvergne-Rhône-Alpes.

## Géographie

### Situation et description
Le village d'Entraigues est situé entre deux torrents, la Malsane et la Bonne, d'où son nom qui à l'origine signifiait en latin « entre les eaux » (Interaquis, attesté dès le XIIIe siècle).
Le village est limitrophe du parc national des Écrins. La commune est rattachée à la communauté de communes de la Matheysine, dont le siège est fixé à La Mure.

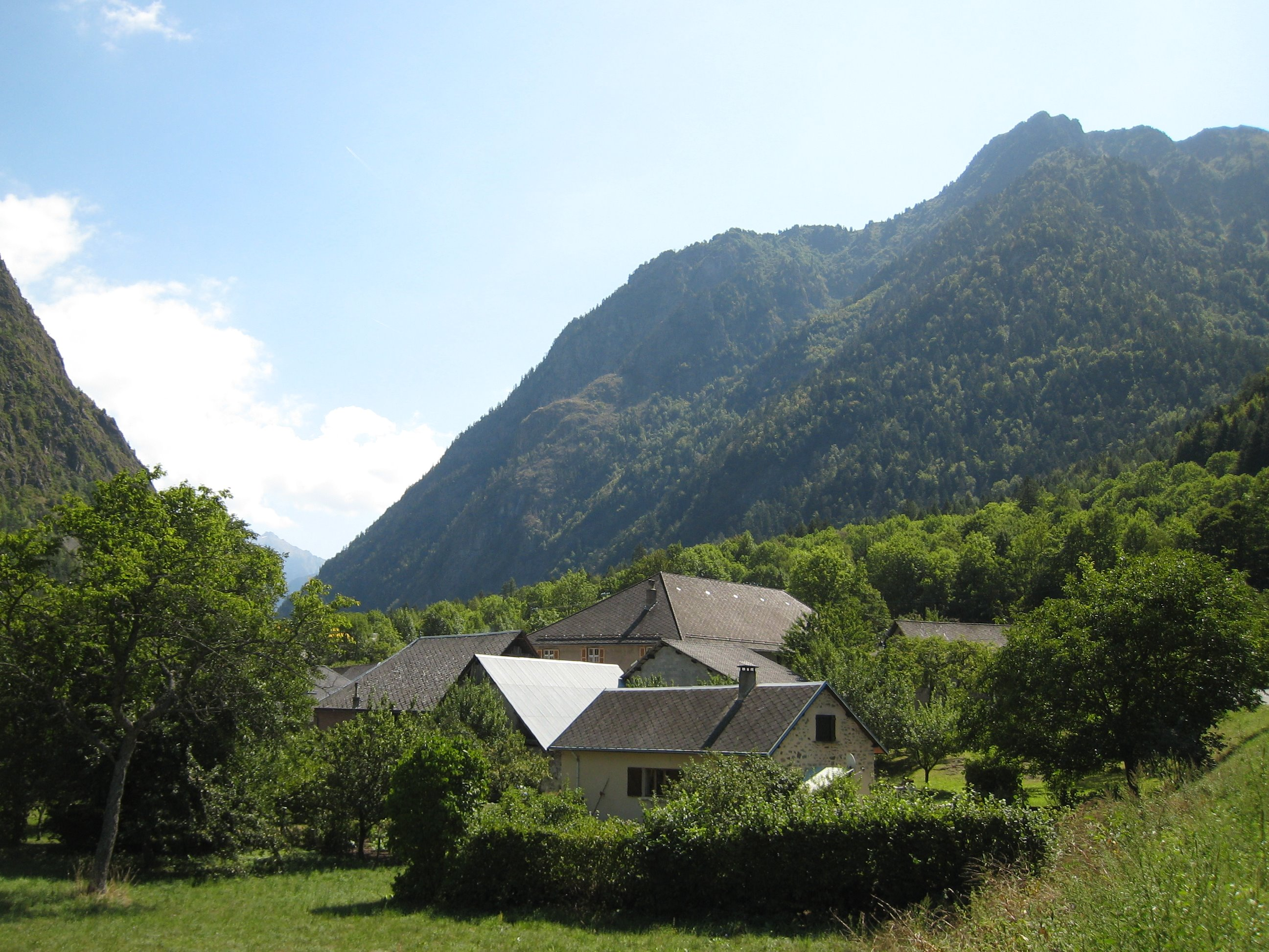
Hameau de Gragnolet.

Le village se compose d'une partie centrale et de trois hameaux : 
- le Villard ;
- Gragnolet ;
- le Pont Battant.

### Communes limitrophes
|                          | Chantepérier (Le Périer) |             |
| Valbonnais               | Entraigues               | Valjouffrey |
| Saint-Michel-en-Beaumont | La Salette-Fallavaux     |             |

### Climat
Pour des articles plus généraux, voir Climat d'Auvergne-Rhône-Alpes et Climat de l'Isère.
En 2010, le climat de la commune est de type climat de montagne, selon une étude du Centre national de la recherche scientifique s'appuyant sur une série de données couvrant la période 1971-2000. En 2020, Météo-France publie une typologie des climats de la France métropolitaine dans laquelle la commune est exposée à un climat de montagne ou de marges de montagne et est dans la région climatique  Alpes du sud, caractérisée par une pluviométrie annuelle de 850 à 1 000 mm, minimale en été. 
Pour la période 1971-2000, la température annuelle moyenne est de 9,2 °C, avec une amplitude thermique annuelle de 18,5 °C. Le cumul annuel moyen de précipitations est de 1 203 mm, avec 9 jours de précipitations en janvier et 6,6 jours en juillet. Pour la période 1991-2020, la température moyenne annuelle observée sur la station météorologique de Météo-France la plus proche, « Lavaldens », sur la commune de Lavaldens à 10 km à vol d'oiseau, est de 8,3 °C et le cumul annuel moyen de précipitations est de 1 241,5 mm,. Pour l'avenir, les paramètres climatiques de la commune estimés pour 2050 selon différents scénarios d'émission de gaz à effet de serre sont consultables sur un site dédié publié par Météo-France en novembre 2022.

### Hydrographie
Le territoire d'Entraigues est traversé par la Bonne, torrent qui prend sa source dans le parc national des Écrins  et son affluent, la Malsanne.

### Voies de communication
La commune est située en dehors des grands axes de communication. Son territoire est cependant traversé par les routes départementales RD117 et RD526.

## Urbanisme

### Typologie
Au 1er janvier 2024, Entraigues est catégorisée commune rurale à habitat dispersé, selon la nouvelle grille communale de densité à sept niveaux définie par l'Insee en 2022.
Elle est située hors unité urbaine et hors attraction des villes,.

### Occupation des sols
L'occupation des sols de la commune, telle qu'elle ressort de la base de données européenne d’occupation biophysique des sols Corine Land Cover (CLC), est marquée par l'importance des forêts et milieux semi-naturels (92,4 % en 2018), en diminution par rapport à 1990 (94,9 %). La répartition détaillée en 2018 est la suivante : 
forêts (53,5 %), espaces ouverts, sans ou avec peu de végétation (24,3 %), milieux à végétation arbustive et/ou herbacée (14,6 %), zones agricoles hétérogènes (5,5 %), prairies (2,1 %). L'évolution de l’occupation des sols de la commune et de ses infrastructures peut être observée sur les différentes représentations cartographiques du territoire : la carte de Cassini (XVIIIe siècle), la carte d'état-major (1820-1866) et les cartes ou photos aériennes de l'IGN pour la période actuelle (1950 à aujourd'hui).

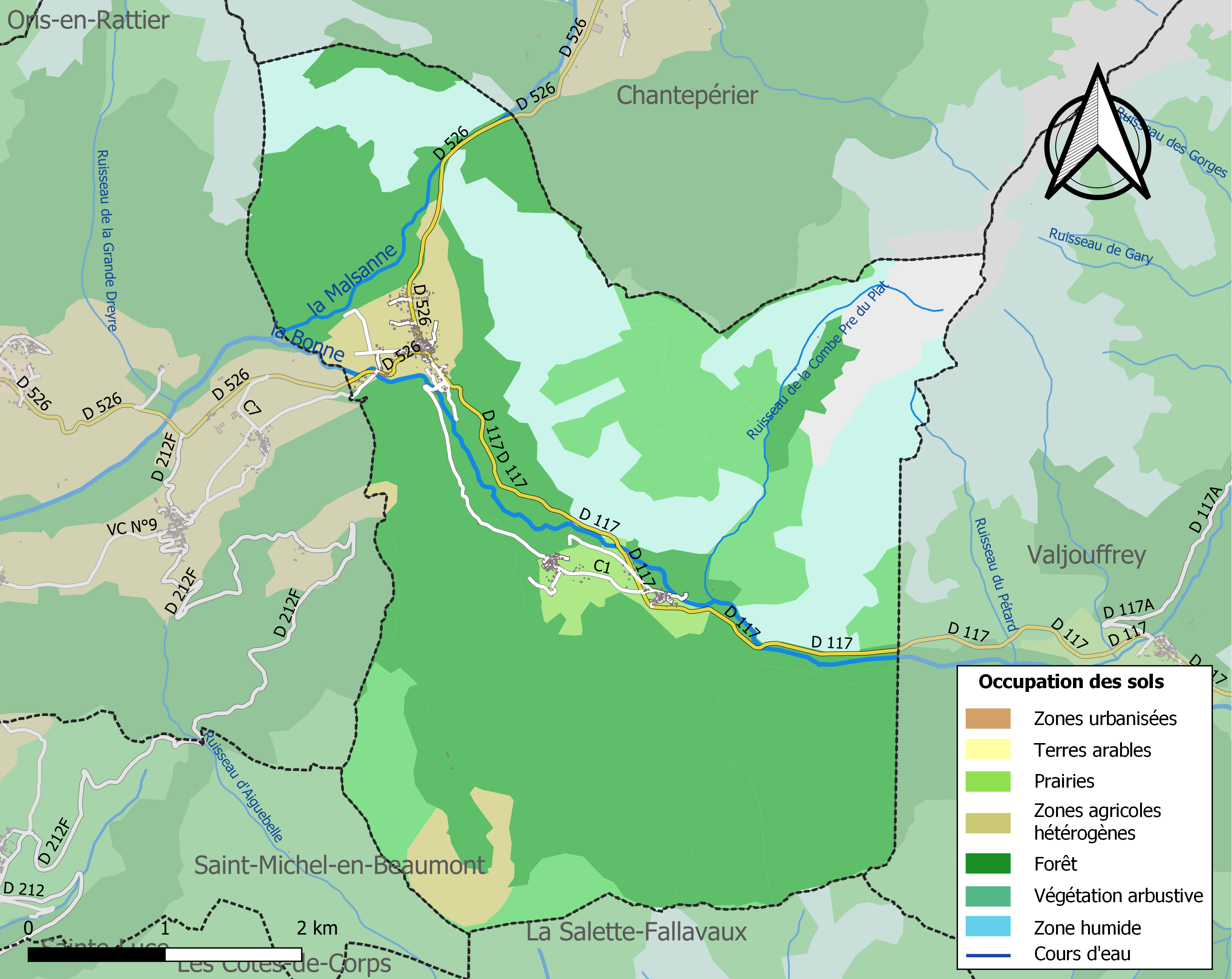
Carte des infrastructures et de l'occupation des sols de la commune en 2018 (CLC).

### Risques naturels et technologiques

#### Risques sismiques
L'ensemble du territoire de la commune d'Entraigues est situé en zone de sismicité no 3, dite « modérée » (sur une échelle de 1 à 5), comme la plupart des communes de son secteur géographique. Son territoire se situe cependant au sud de la limite d'une zone sismique classifiée de « moyenne ».
| Type de zone | Niveau            | Définitions (bâtiment à risque normal) |
| ------------ | ----------------- | -------------------------------------- |
| Zone 3       | Sismicité modérée | accélération = 1,1 m/s2                |

## Histoire
Au Moyen Âge, Entraigues est le siège d'une seigneurie. L'enquête de 1339, signale l'existence d'une maison forte ou d'un château « château d'Entraigues » : « Domus de Interaquis » et « Castrum de Interaquis » décrit comme : in quoddam molario pulcro,.

## Politique et administration

### Liste des maires
| Période                                  | Période  | Identité           | Étiquette | Qualité |
| ---------------------------------------- | -------- | ------------------ | --------- | ------- |
| mars 2001                                | 2008     | Nicole Bertini     |           |         |
| mars 2008                                | 2018     | Mauricette Bertini |           |         |
| 2018                                     | En cours | Martine Simonnet   |           |         |
| Les données manquantes sont à compléter. |          |                    |           |         |

## Population et société

### Démographie
L'évolution du nombre d'habitants est connue à travers les recensements de la population effectués dans la commune depuis 1793. Pour les communes de moins de 10 000 habitants, une enquête de recensement portant sur toute la population est réalisée tous les cinq ans, les populations de référence des années intermédiaires étant quant à elles estimées par interpolation ou extrapolation. Pour la commune, le premier recensement exhaustif entrant dans le cadre du nouveau dispositif a été réalisé en 2006.

En 2022, la commune comptait 225 habitants, en évolution de −3,85 % par rapport à 2016 (Isère : +3,07 %, France hors Mayotte : +2,11 %).
| 1793 | 1800 | 1806 | 1821 | 1831 | 1836 | 1841 | 1846 | 1851 |
| ---- | ---- | ---- | ---- | ---- | ---- | ---- | ---- | ---- |
| 549  | 521  | 537  | 484  | 557  | 643  | 635  | 647  | 613  |

| 1856 | 1861 | 1866 | 1872 | 1876 | 1881 | 1886 | 1891 | 1896 |
| ---- | ---- | ---- | ---- | ---- | ---- | ---- | ---- | ---- |
| 557  | 553  | 581  | 691  | 615  | 610  | 567  | 504  | 536  |

| 1901 | 1906 | 1911 | 1921 | 1926 | 1931 | 1936 | 1946 | 1954 |
| ---- | ---- | ---- | ---- | ---- | ---- | ---- | ---- | ---- |
| 525  | 503  | 472  | 364  | 318  | 291  | 280  | 263  | 263  |

| 1962 | 1968 | 1975 | 1982 | 1990 | 1999 | 2006 | 2011 | 2016 |
| ---- | ---- | ---- | ---- | ---- | ---- | ---- | ---- | ---- |
| 249  | 244  | 203  | 197  | 207  | 229  | 245  | 236  | 234  |

| 2021 | 2022 | - | - | - | - | - | - | - |
| ---- | ---- | - | - | - | - | - | - | - |
| 224  | 225  | - | - | - | - | - | - | - |

### Enseignement
La commune relève de l'académie de Grenoble.

### Médias
Historiquement, le quotidien régional Le Dauphiné libéré qui consacre, chaque jour, y compris le dimanche, dans son édition Romanche et Oisans, un ou plusieurs articles à l'actualité de la communauté de communes, du canton, ainsi que des informations sur les éventuelles manifestations locales.
La commune est située sur l'aire de diffusion de radio Ici Isère, une radio publique qui émet sur tout le territoire du département de l'Isère.

### Cultes
La communauté catholique et l'église d'Entraigues (propriété de la commune) dépendent de la paroisse Saint Pierre Julien Eymard qui rassemble un grand nombre de villages autour de la cité de La Mure. Cette paroisse est rattachée au diocèse de Grenoble-Vienne.

## Culture et patrimoines

### Lieux et monuments
À défaut de monuments importants, le village d'Entraigues est surplombé par le canal du Beaumont construit au XIXe siècle pour transporter de l'eau d'une vallée à une autre.

### Personnalités liées à la commune
- Thierry Bourguignon, coureur cycliste dont une partie de la famille est originaire d'Entraigues.
- Paul Fabre (1894-1977) : instituteur, combattant durant 1914-1918 comme ses frères (l'un d'eux est sur le monument aux morts), Résistant, humaniste et écrivain. Paul Fabre a créé une école à Abéché en 1923 au moment où le Tchad est une colonie française. De cette expérience, il tire deux romans autobiographiques : « La Randonnée » puis « Les heures d'Abéché », prix de littérature coloniale en 1936. Son troisième roman « Jean berger d'Entraigues » est publié après-guerre (première version censurée par Vichy). Avec son épouse Henriette, aussi native d'Entraigues et son fils Henri, alors étudiant en médecine, Paul Fabre soigne et abrite des résistants cachés dans leur logement de l'école Perrouzat à La Mure. Leur fille Paulette doit céder son lit aux blessés. À la Libération, l'instituteur est nommé dans le Conseil municipal mais le quitte l'année suivante en même temps que le PCF. Le couple Fabre se retire finalement à Entraigues, voués désormais à la nature (botanique, mycologie) et à la correspondance avec l'Afrique. Henriette Fabre décède centenaire en 1994.
- Dr Henri Fabre (1920-2012) : ce médecin repose dans le cimetière d'Entraigues aux côtés de ses parents. Résistant dans sa jeunesse, l'étudiant en médecine soigne les maquisards de l'Oisans envoyés ensuite en convalescence chez ses parents à La Mure. Le Dr Fabre est surtout connu pour l'instauration de la contraception, il sera à l'origine du premier centre de planning familial en France, en 1961 à Grenoble, non sans mal face aux élus locaux et au clergé. Son livre « La Maternité consciente » (Denoël, 1960) retranscrit son combat. Son second livre entend dénoncer les collusions de « L'église catholique face au fascisme et au nazisme » (EPO, 1994).

### Héraldique
|  | Entraigues (Isère) possède des armoiries dont l'origine et le blasonnement exact ne sont pas disponibles. |